# J. R. McNeill
John R. "J.R." McNeill, född den 6 oktober 1954 i Chicago, Illinois, USA, är en miljöhistoriker, författare och professor vid Georgetown University. 

## Utgivna böcker
- Någonting är nytt under solen: Nittonhundratalets miljöhistoria (SNS Förlag 2003). På engelska: Something New Under The Sun: An Environmental History of the Twentieth-century World. I boken, som blivit översatt till sex språk och år 2000 bland annat fick vann World History Association book prize och the Forest Society book price, dokumenterar han den enorma förändring av jorden och dess ekosystem som människan har åstadkommit, framförallt under det sista seklet.
- "The Atlantic Empires of France and Spain, 1700-1765" (Chapel Hill: University of North Carolina Press, 1985)
- "Atlantic American Societies from Columbus through Abolition" (co-edited, London: Routledge, 1992)
- "The Mountains of the Mediterranean World: An Environmental History" (New York: Cambridge University Press, 1992)
- "The Environmental History of the Pacific World" (edited, London: Variorum, 2001);
- "Encyclopedia of World Environmental History" (co-edited, New York: Routledge, 2003),
- "Rethinking Environmental History: World System History and Global Environmental Change" (co-edited, AltaMira Press, 2007).